# Coupe d'Afrique des nations de football 1972
Navigation
Soudan 1970 Égypte 1974

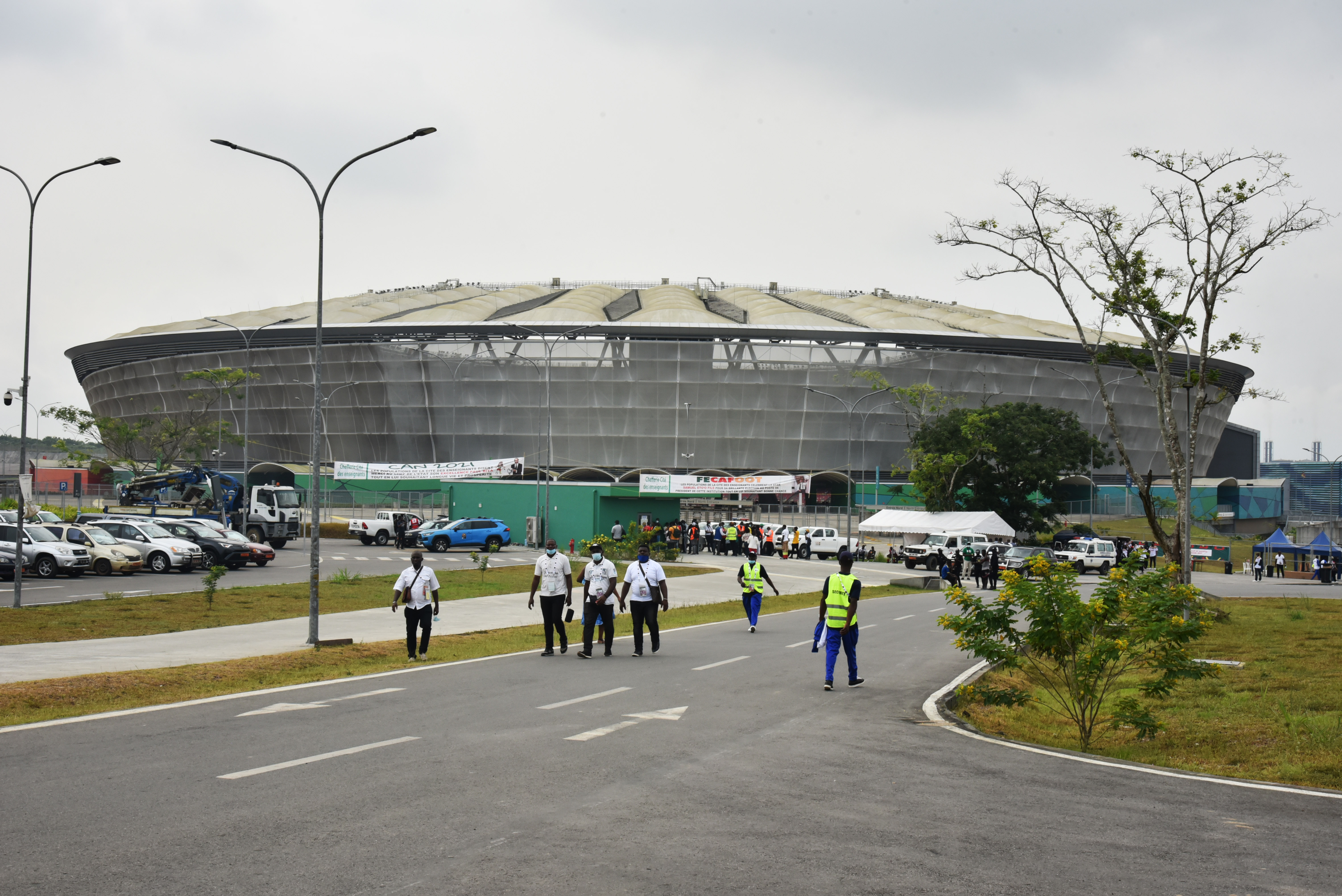
Stade de Japoma à Douala

La Coupe d'Afrique des nations de football 1972 a lieu au Cameroun entre le 23 février et le 5 mars 1972. C'est la première fois que le pays accueille la compétition, disputée dans deux villes : Yaoundé (dans le stade omnisports) et Douala (dans le stade de la Réunification, construit spécialement pour l'occasion).
Vingt-quatre sélections sont inscrites aux éliminatoires, qui délivrent six billets pour la phase finale, toujours jouée avec huit équipes. Deux d'entre elles sont qualifiées d'office : il s'agit du Cameroun, pays organisateur et du Soudan, vainqueur de l'édition précédente. Les huit qualifiés sont répartis en deux poules de quatre équipes, dont les deux premiers accèdent aux demi-finales. 
| Vidéo externe | |
|               | https://www.ina.fr/video/CPF04007175/huitieme-coupe-d-afrique-des-nations-video.html Huitième Coupe d'Afrique des nations Réalités : magazine de l'Afrique et de l'océan Indien video 01 mars 1972 09min 14s |

C'est le Congo, qui remporte le trophée après avoir battu le Mali lors de la finale disputée à Yaoundé sur le score de trois buts à deux. C'est le tout premier titre de champion d'Afrique pour les Congolais. Quant aux Maliens, ils parviennent à atteindre la finale du tournoi dès leur première participation.
En plus du Mali, trois autres sélections font leurs débuts en Coupe d'Afrique des nations : le Maroc, le Kenya et le Togo. À l'inverse, cette édition est la première à se dérouler sans l'équipe d'Éthiopie, qui était jusqu'à présent la seule à avoir disputé la totalité des phases finales depuis la création de la compétition.

## Sites et stades retenus
Les stades de la Réunification à Douala et le Stade Omnisports de Yaoundé sont les deux stades construits pour la compétition.

## Phase finale
Participants
| Pays     | Qualification     | Participations             |
| -------- | ----------------- | -------------------------- |
| Cameroun | Pays organisateur | 1 (1970)                   |
| Soudan   | Tenant du titre   | 4 (1957, 1959, 1963, 1970) |
| Zaïre    | Tour préliminaire | 2 (1965, 1968, 1970)       |
| Mali     | Tour préliminaire | Première participation     |
| Kenya    | Tour préliminaire | Première participation     |
| Togo     | Tour préliminaire | Première participation     |
| Maroc    | Tour préliminaire | Première participation     |
| Congo    | Tour préliminaire | 1 (1968)                   |

### Premier tour

#### Groupe A
| Rang | Équipe   | Pts | J | G | N | P | Bp | Bc | Diff |
| ---- | -------- | --- | - | - | - | - | -- | -- | ---- |
| 1    | Cameroun | 5   | 3 | 2 | 1 | 0 | 5  | 2  | +3   |
| 2    | Mali     | 3   | 3 | 0 | 3 | 0 | 5  | 5  | 0    |
| 3    | Kenya    | 2   | 3 | 0 | 2 | 1 | 3  | 4  | -1   |
| 4    | Togo     | 2   | 3 | 0 | 2 | 1 | 4  | 6  | -2   |

1re journée
| 23 février 1972 | Cameroun                | 2 - 1 | Kenya    | Stade omnisports, Yaoundé |  |
|                 | N'Doga 7e · N'Dongo 20e |       | 44e Niva |                           |  |

| 24 février 1972 | Mali                                      | 3 - 3 | Togo                     | Stade omnisports, Yaoundé |                      |
|                 | Ba. Touré 10e · F.Keita 46e · B.Touré 49e |       | 45e (pen.) 60e 81e Kaolo | Arbitrage : M.Ickias      | Arbitrage : M.Ickias |

2e journée
| 26 février 1972 | Mali        | 1 - 1 | Kenya         | Stade omnisports, Yaoundé |  |
|                 | F.Keita 45e |       | 60e Nicodemus |                           |  |

| 26 février 1972 | Cameroun           | 2 - 0 | Togo | Stade omnisports, Yaoundé |                          |
|                 | Maya 64e · Mvé 79e |       |      | Arbitrage : Babikr Eissa  | Arbitrage : Babikr Eissa |

3e journée
| 28 février 1972 | Togo      | 1 - 1 | Kenya    | Stade omnisports, Yaoundé      |                                |
|                 | Kaolo 60e |       | 30e Ouma | Arbitrage : Abdelkader Aouissi | Arbitrage : Abdelkader Aouissi |

| 28 février 1972 | Cameroun | 1 - 1 | Mali        | Stade omnisports, Yaoundé |  |
|                 | Léa 67e  |       | 43e F.Keita |                           |  |

#### Groupe B
| Rang | Équipe | Pts | J | G | N | P | Bp | Bc | Diff |
| ---- | ------ | --- | - | - | - | - | -- | -- | ---- |
| 1    | Zaïre  | 4   | 3 | 1 | 2 | 0 | 4  | 2  | +2   |
| 2*   | Congo  | 3   | 3 | 1 | 1 | 1 | 5  | 5  | 0    |
| 2*   | Maroc  | 3   | 3 | 0 | 3 | 0 | 3  | 3  | 0    |
| 4    | Soudan | 2   | 3 | 0 | 2 | 1 | 4  | 6  | -2   |

(*) : Le Congo se qualifie à la suite d'un tirage au sort, aux dépens du Maroc.
1re journée
| 25 février 1972 | Congo       | 1 - 1 | Maroc     | Stade de la Réunification, Douala |  |
|                 | Moukila 45e |       | 34e Faras |                                   |  |

| 25 février 1972 | Zaïre       | 1 - 1 | Soudan     | Stade de la Réunification, Douala |  |
|                 | Mayanga 53e |       | 55e Hasabu |                                   |  |

2e journée
| 27 février 1972 | Maroc     | 1 - 1 | Soudan      | Stade de la Réunification, Douala |  |
|                 | Faras 32e |       | 49e Bushara |                                   |  |

| 27 février 1972 | Zaïre          | 2 - 0 | Congo | Stade de la Réunification, Douala |
|                 | Ntumba 46e 59e |       |       |                                   |

3e journée
| 29 février 1972 | Maroc    | 1 - 1 | Zaïre       | Stade de la Réunification, Douala |  |
|                 | Faras 3e |       | 36e Mayanga |                                   |  |

| 29 février 1972 | Congo                                      | 4 - 2 | Soudan                  | Stade de la Réunification, Douala |  |
|                 | Mbono 8e 55e · M'Pelé 32e · Bahamboula 46e |       | 37e Kamal · 44e Bushara |                                   |  |

### Demi-finales
| 2 mars 1972 | Cameroun | 0-1 | Congo     | Stade omnisports, Yaoundé |
|             |          |     | 31e Minga |                           |

| 2 mars 1972 | Zaïre                                  | 3-4 | Mali                                       | Stade de la Réunification, Douala |  |
|             | N'Tumba 6e · Kakoko 61e · Ngassebe 78e |     | 17e A.Traoré · 68e Touré · 48e 92e F.Keita |                                   |  |

### Match pour la3eplace
| Entraîneur :     |
| Peter Schnittger |

| Entraîneur :    |
| Blagoja Vidinić |

| Entraîneur :     |
| Peter Schnittger |

| Entraîneur :    |
| Blagoja Vidinić |

### Finale
| Entraîneur :        |
| Adolphe Bibanzoulou |

| Entraîneur :       |
| Karl-Heinz Weigang |

| Entraîneur :        |
| Adolphe Bibanzoulou |

| Entraîneur :       |
| Karl-Heinz Weigang |

### Résumé par équipe
| Équipe   | Matches | Victoires | Nuls | Défaites | BP | BC | Diff. | Progression             |
| -------- | ------- | --------- | ---- | -------- | -- | -- | ----- | ----------------------- |
| Congo    | 5       | 3         | 1    | 1        | 9  | 7  | +2    | Vainqueur               |
| Mali     | 5       | 1         | 3    | 1        | 11 | 11 | 0     | Finaliste               |
| Cameroun | 5       | 3         | 1    | 1        | 10 | 5  | +5    | Demi-finale (troisième) |
| Zaïre    | 5       | 1         | 2    | 2        | 9  | 11 | -2    | Demi-finale (quatrième) |
| Maroc    | 3       | 0         | 3    | 0        | 3  | 3  | 0     | Premier Tour            |
| Kenya    | 3       | 0         | 2    | 1        | 3  | 4  | -1    | Premier Tour            |
| Soudan   | 3       | 0         | 2    | 1        | 4  | 6  | -2    | Premier Tour            |
| Togo     | 3       | 0         | 2    | 1        | 4  | 6  | -2    | Premier Tour            |

## Équipe type de la compétition
| Gardien | Défenseurs | Milieux | Attaquants | Sélectionneur       |
| ------- | ---------- | ------- | ---------- | ------------------- |
|         |            |         |            | Adolphe Bibanzoulou |

## Liste des buteurs
5 buts
- Fantamady Keita

4 buts
| - Jean-Michel Mbono | - Edmond Apéti Kaolo |  |

3 buts
| - Ahmed Faras | - Mayanga Maku | - Jean Kalala N'Tumba |

2 buts
| - Jean-Baptiste N'Doga - Paul-Gaston N'Dongo | - François M'Pelé - Bako Touré | - Etepe Kakoko |

1 but
| - Jean-Paul Akono - Simo Emmanuel Mvé - Joseph Yegba Maya - Philippe Mouthé - Norbert Owona - Jonas Bahamboula | - Noël Minga - Paul Moukila - Daniel Arudhi Nicodémus - Jonathan Niva - Peter "Pelé" Ouma - Adama Traoré - Bakary Traoré | - Moussa Diakhité - Moussa Traoré - Sanad Bushara Abdel-Nadief - Kamal Abdel Wahab - Hasabu El-Sagheer - Ahmed Bushara Wahba - Gary Ngassebe |